# Iamel Kabeu
Iamel Kabeu (ur. 7 września 1982) – nowokaledoński piłkarz występujący na pozycji napastnika. W 2012 roku wziął udział w Pucharze Narodów Oceanii.